# Marie Nejedlo
Marie Nejedlo, genannt Ria Nejedlo, geb. Seidel, (* 26. Januar 1908 in Bremerhaven; † 2000 in Bremerhaven) war eine Politikerin aus Bremerhaven (SPD) und Mitglied der Bremischen Bürgerschaft.

## Biografie

### Familie, Ausbildung und Beruf
Nejedlo war die Tochter des Kommunalpolitikers und Gewerkschaftlers  Arthur Seidel (1883–1964). Der Vater war Geschäftsführer des Deutschen Gewerkschaftsbundes. Er arbeitete im Gewerkschaftshaus und die Familie wohnte dort, so dass sie intensiv mit der Gewerkschaftsbewegung verbunden war. Sie absolvierte die Handelsschule und machte eine kaufmännische Lehre. Sie war dann in der freien Wirtschaft und von 1926 bis 1933 bei der Allgemeinen Ortskrankenkasse in Bremerhaven tätig. 1933 heiratete sie einen Schiffssteward; beide hatten eine Tochter. Der Vater wurde ab 1933 von den Nationalsozialisten verfolgt. Nach der Scheidung heiratete sie 1944 den Tischler Helmut  Nejedlo. Ihre musikalischen Auftritte als Sängerin von Musical- und Operettenmelodien – oft zusammen mit Fraktionskollegen Heinrich Grimm (SPD) – bei Veranstaltungen, u. a. beim Sozialamt, bei Seniorentreffs und in der Partei, machten sie bekannt. Jahrelang leitete sie auch eine Musikgruppe einer Seniorengruppe, die sich im Ankerplatz im Columbus-Center trafen.

### Politik
Sie war seit 1926 Mitglied der SPD in Bremerhaven und bei der Sozialistischen Arbeiter-Jugend aktiv. Nach dem Zweiten Weltkrieg war sie und ihr Vater sofort wieder politisch tätig. Sie war lange Zeit Vorstandsmitglied im SPD-Ortsverein Bremerhaven-Mitte und im SPD-Unterbezirk Bremerhaven. Später war sie die Seniorenbeauftragte in der SPD.
Ihr Vater war von 1947 bis 1951 Bürgerschaftsabgeordneter. Von 1951 bis 1975 war sie dann 24 Jahre lang Mitglied der Bremischen Bürgerschaft und in verschiedenen Deputationen und Ausschüssen der Bürgerschaft tätig. Schwerpunkt ihrer parlamentarischen Tätigkeit waren die Bereiche Wohlfahrts- und Gesundheitswesen.